# Regnéville-sur-Mer
Regnéville-sur-Mer es una población y comuna francesa, situada en la región de Baja Normandía, departamento de Mancha, en el distrito de Coutances y cantón de Montmartin-sur-Mer.

## Demografía
| 889 | 829 | 790 | 793 | 769 | 790 |
| Para los censos de 1962 a 1999 la población legal corresponde a la población sin duplicidades (Fuente: INSEE [Consultar]) |     |     |     |     |     |